# Spinto
L'spinto (de l'italià spingere: empènyer) és una tècnica vocal freqüentment emprada per a cantar alguns papers en les òperes de Richard Wagner, Giuseppe Verdi i els compositors del verisme. La meta del cant spinto és desenvolupar una força vocal que permet cantar sobre la gran orquestra de l'òpera romàntica i poder posar accents dramàtics en la línia vocal. A més, s'apunta a la imitació d'expressions d'emoció desencadenada (plor, crit, etc.), com passa en les òperes I Pagliacci i Cavalleria Rusticana.
A Alemanya, el cant spinto, (Staudruckprinzip: mètode de repressió) va ser descrit per George Armin en el seu llibre Von der Urkraft der Stimme (de la força fonamental de la veu) de 1905. Armin ensenyava el cant de pressió com l'únic mètode admissible de cantar en un escenari. No obstant això, Franziska Martinssen-Lohmann escriu sobre els resultats de l'ensenyament d'Armin: :"Foniatres i mèdics criticaven la violència del mètode. Males llengües propagaven el mite que existia una associació dels cantants danyats pel mètode de repressió."/Martinssen - Lohmann (1988): 165.
Encara que l'efecte en l'escenari és indiscutible, la tècnica spinto tendeix a danyar la veu del cantant. Es canta amb una pressió subglòtica molt alta. Així, el cantant pot produir notes de força violenta en el registre agut, a costa de la capacitat de coloratura, messa di voce, i el registre únic. A causa de la pressió antinatural de l'aire, el cantant de tècnica spinto tendeix a enfosquir la veu i desenvolupar nòduls. Cantants de tècnica spinto han estat Enrico Caruso, Mario del Monaco, Franco Corelli i Giuseppe di Stefano.